# Lago Chiem
Chiem (em alemão: Chiemsee) é o maior lago da Baviera, Alemanha. É um lago de água doce, que se situa entre Rosenheim, Alemanha, e Salzburgo, Áustria.  Com uma área de 79,9 km² situado a 80 km de Munique. Os rios Tiroler Achen (ribeiro) e Prien desaguam no lago, parte da água do lago vai para o rio Alz.
A região ao redor do lago é Chiemgau, uma área de recreio muito famosa.
O Lago é também conhecido pelas suas ilhas: 
- Ilha Herrenchiemsee ou Herreninsel ("ilha dos homens"): Nesta ilha situa-se o Palácio de Herrenchiemsee, mandado construir pelo Rei Luis II, em 1878, mas que nunca foi concluído. Este seria uma réplica do Palácio de Versalhes (França). Muitas das salas do palácio estão abertas aos turístas e são feitos passeios nos seus jardins durante todo o verão.
- Ilha Frauenchiemsee ou Fraueninsel ("ilha das mulheres"): Nesta ilha existe um convento beneditino de religiosas, construído em 782, bem como uma pequena aldeia. As freiras do convento fazem o licor Klosterlikör (licor do claustro) e massapão (massa de amêndoas).
- Krautinsel: ilha desabitada.

Há também três pequenas ilhas desabitadas: Schalch, a oeste de Frauenchiemsee, e duas ilhas não identificadas, a 54 e 80 metros ao sul da Krautinsel, com uma área de 30 m² cada.
A autoestrada Bundesautobahn 8 passa junto ao lago.